# Pedro Solberg
Pedro Salgado Collett Solberg (* 27. März 1986 in Rio de Janeiro) ist ein brasilianischer Beachvolleyballspieler.

## Karriere
Pedro Solberg, der wegen der Bekanntheit seiner Mutter im Beachvolleyballbetrieb teils auch Pedro Salgado genannt wurde, gewann mit drei verschiedenen Partnern 2002 die U18 sowie 2003 und 2006 die U21-Weltmeisterschaft im Beachvolleyball. Im gleichen Jahr startete er mit Roberto Lopez bei mehreren FIVB-Turnieren mit einem vierten Platz als bestem Ergebnis. In den beiden folgenden Jahren erreichte er mit seinem neuen Partner Harley Marques neun Turniersiege, die beiden wurden 2008 FIVB Tour Champion und zum Team of the Year gewählt.
2009 wechselte Pedro mehrere Male das Team, gewann drei Silbermedaillen mit Pedro Cunha, seinem ersten Partner bei einem FIVB-Turnier, und siegte mit Benjamin bei den Open in Stare Jabłonki. Zwei vierte Plätze mit Ricardo bildeten den Abschluss des Jahres.

### 2010
Nach einem fünften Platz mit Ricardo Santos bei den Brasilia Open entschied sich Pedro für eine neuerliche Zusammenarbeit mit Harley, seinem Partner aus den erfolgreichen Jahren 2007 und 2008. Die beiden gewannen gleich das nächste Turnier in Shanghai, belegten jedoch bei den folgenden Veranstaltungen als einzige weitere Platzierung im Vorderfeld einen fünften Platz beim Grand Slam in Moskau. Nach zwei neunten Rängen in Stavanger und Gstaad, einem siebzehnten Platz in Klagenfurt sowie einem weiteren fünften Platz in Stare Jablonki erkämpften sich Salgado/Marques die Silbermedaille in Kristiansand. Dabei bezwangen sie unter anderem ihre Landsleute Benjamin/Bruno und Emanuel/Alison und verloren im Endspiel gegen die US-Amerikaner Rogers/Dalhausser. Zum Abschluss der Spielzeit erreichten Pedro/Harley noch neunte Plätze in Åland und Den Haag.

### 2011
Bei den ersten vier Veranstaltungen des Jahres spielte Pedro zunächst mit Cunha, bestes Ergebnis war ein vierter Platz in Prag. Mit seinem neuen Partner Ferramenta erreichte Pedro Platz fünf beim fünften Event der Saison, der WM in Rom. In Stavanger belegten die beiden Brasilianer den 25. Rang, in Gstaad wurden sie Neunte. Anschließend wurde Solberg wegen eines Dopingverdachts vorläufig suspendiert. Die Suspendierung wurde Mitte August aufgehoben, nachdem das Labor eine zeitliche Verzögerung im Untersuchungsprozess eingeräumt hatte, die dem Athleten nicht anzulasten war. Endgültig rehabilitiert wurde Pedro Solberg am 25. Oktober 2011, als das von der WADA akkreditierte Labor in Köln ihn von jedem Verdacht entlasten konnte. Zuvor scheiterte Solberg beim Turnier in Finnland mit Ferramenta in der Country Quota an Harley/Thiago, in Den Haag wurden die Brasilianer Neunte, während sie sich in Marokko den Bronzerang sichern konnten. Der Skandal um sein angebliches Doping kostete ihn Sponsoren, Spielpartner und Positionen im Weltranking. Das für den Fehler verantwortliche brasilianische Labor in Rio de Janeiro wurde 2012 für neun Monate gesperrt. Ihm wurde 2015 wegen einer ähnlichen Fehlprobe im Fall der brasilianischen Volleyballspielerin Natália Pereira die WADA-Zulassung entzogen.

### 2012
In dieser Saison bildeten Pedro und Márcio Araújo ein Beachduo. Beim Auftaktturnier in ihrem Heimatland belegten sie den neunten Platz. Besser lief es in Myslowice mit dem Erreichen des Endspiels und in Shanghai, dort erkämpften sich die Südamerikaner den Bronzerang. Nach einem neunten Platz in Peking, der Halbfinalteilnahme in Prag sowie zwei weiteren neunten Plätzen in Moskau und Rom scheiterten Pedro und Márcio Araújo in Gstaad in der Country Quota an Pedros letztjährigem Partner Ferramenta und Thiago. In Berlin wurden Solberg und Araújo Fünfte. In Österreich erreichten sie ihr zweites Finale 2012, das sie gegen die Niederländer Nummerdor/Schuil verloren. Zum Abschluss des Jahres belegten die Südamerikaner in Polen den 25. Rang.

### 2013
Neuer Partner von Solberg wurde Bruno Oscar Schmidt. Das Beachduo belegte bei allen dreizehn Turnieren, an denen es teilnahm, einen Platz unter den besten zehn Teams. Dabei gelangen Siege bei den Grand Slams von Den Haag und São Paulo, zweite Plätze in Gstaad und Shanghai sowie ein dritter Rang in Rom, alle drei ebenfalls Grand Slams, und zum Abschluss der Saison der Bronzerang bei den Durban Open.

### 2014
Mit Emanuel Rego gab es sechs Top-Ten-Platzierungen, darunter ein dritter Platz beim Grand Slam in Den Haag und Halbfinalteilnahmen in Shanghai und Berlin. Im August des Jahres wechselte Pedro zu Álvaro Filho, mit ihm gab es bei ihrer ersten gemeinsamen Veranstaltung die Goldmedaille in Stare Jablonki. Schon im Oktober endete die Zusammenarbeit und Pedro Salgado und Evandro Gonçalves entschieden sich, gemeinsam ans Netz zu gehen und spielten noch im November bei einem nationalen Turnier.

### 2015–2016
Die beiden in der zweitgrößten Stadt Brasiliens geborenen Athleten blieben zwei Jahre lang Partner, gewannen in dieser Zeit neben einigen nationalen Turnieren die Majors von Stavanger und Gstaad sowie den Grand Slam von Long Beach, standen im Finale von Maceió und Rio de Janeiro und erreichten noch vier Mal fünfte Plätze bei Major und Grand Slam Veranstaltungen. Bei der Weltmeisterschaft 2015 belegten sie den Bronzerang und bei den Olympischen Spielen ein Jahr später reichte es zu Platz neun.

### 2017
Gustavo Albrecht Carvalhaes („Guto“) und Pedro Solberg gewannen das fünf-Sterne-Event von Poreč und erreichten bei vier weiteren Sterne-Turnieren Top-Ten-Platzierungen. Zum Abschluss ihrer Zusammenarbeit wurden sie Neunte bei der WM in Wien.

### 2018–2019
Drei Turniere bestritten George Souto Maior Wanderley und Solberg miteinander, beim höchst dotierten Event in Fort Lauderdale erreichten sie das Halbfinale, bei den anderen beiden Veranstaltungen belegten sie den neunten Platz. Mit seinem ehemaligen Partner Bruno Schmidt kam der aus Rio de Janeiro stammende Beachvolleyballer mit einer Ausnahme jedes Mal unter die besten zehn Duos, erreichte jedoch kein einziges Mal das Stockerl. Dies gelang auch nicht mit Vitor Gonçalves Felipe, bei der Weltmeisterschaft in Hamburg wurden die beiden Südamerikaner Siebzehnte, und mit Oscar Brandão gab es nicht einmal einen Platz unter den besten zwanzig Beachpaaren.

### 2020–2022
Im folgenden Jahr war Pedro Salgado Solberg nur ein einziges Mal bei einem nationalen Wettbewerb aktiv. Ab 2021 trat er mit Arthur Mariano an und erreichte einen neunten Platz beim Vier-Sterne-Turnier in Itapema und das gleiche Ergebnis beim Challenge in Tlaxcala eine Saison später. Beim ersten gleichwertigen Event in Dubai gewannen Pedro/Arthur im Oktober die Bronzemedaille. Drei Wochen später standen die beiden Brasilianer beim Elite16 in Uberlândia im Finale.

### 2023–2024
Von 2023 bis Mai 2024 bildeten Guto und Pedro wieder ein Beachpaar. Neben mehreren Top-Ten-Platzierungen auf der World Beach Pro Tour erreichten sie bei der Weltmeisterschaft in Tlaxcala Platz fünf. Seinen letzten Auftritt auf der World Tour hatte Pedro im November 2024 in Rio de Janeiro an der Seite von Gabriel Dos Reis.

## Familie
Pedros Mutter Isabel Salgado war selbst eine erfolgreiche Beachvolleyballspielerin und siegte 1994 bei einem FIVB Turnier in Miami. Pedros Schwestern Maria Clara und Carolina sind ebenfalls Beachvolleyballspielerinnen und nahmen als Duo von 2004 bis 2015 an der World Tour teil, bei der sie 2008 in Mysłowice ihre erste Goldmedaille gewannen. Außerdem hat Pedro zwei weitere Schwestern.